# Aralia foliolosa
Aralia foliolosa är en araliaväxtart som beskrevs av Berthold Carl Seemann och Charles Baron Clarke. Aralia foliolosa ingår i släktet Aralia och familjen Araliaceae. Inga underarter finns listade.